# Piosenka francuska
Piosenka francuska (Chanson française) – regionalna odmiana poezji śpiewanej i piosenki autorskiej, która charakteryzuje się: literackim, poetyckim tekstem, melodyjną warstwą muzyczną o dość skromnej instrumentacji, warstwa muzyczna oraz tematyka utworów nawiązująca do współczesnej (wykonawcy) rzeczywistości, do problemów codzienności oraz wyrażająca emocje i postawę piosenkarza w stosunku do podejmowanych tematów.
Piosenka francuska czerpie ze źródeł klasycznej literatury francuskiej, a w szczególności z jej poezji. Uważa się, że Charles Baudelaire, Paul Verlaine i Arthur Rimbaud, to trzy zasadnicze literackie inspiracje gatunku. Jego muzyczne inspiracje, to muzyka klasyczna, a zwłaszcza jej formy liryczne oraz muzyka taneczna.

## Historia
Wprawdzie sam termin „piosenka francuska” narodził się po zakończeniu II wojny światowej, wraz z powstaniem przemysłu płytowego, to jednak jej korzenie sięgają znacznie głębiej – nawet do średniowiecznego chanson de geste. Pierwotna odmiana współczesnej piosenki francuskiej – Chanson réaliste zrodziła się w latach 80. XIX w. w paryskich teatrzykach i kabaretach – Café-chantant, takich jak legendarny „Czarny Kot” („Le Chat Noir”) i „Le Mirliton”, w których występował wtedy Aristide Bruant, prawdziwy bard, zaangażowany w sprawy otaczającego świata. Jego natchnieniem były m.in. utwory François Villona.
Wydaje się, że za matkę właściwego, współczesnego gatunku można uznać Édith Piaf, chociaż nie była ona kompozytorką śpiewanych przez siebie piosenek a teksty napisała tylko do kilku z nich: La Vie en rose (1946) czy Hymne à l'amour (1950); odegrała za to ogromną rolę inspirującą dla nadchodzącego pokolenia młodych artystów, których dopiero można uznać za właściwych reprezentantów gatunku; kilku z nich zresztą pomogła, ułatwiając start artystyczny: (to m.in. Yves Montand, z którym miała trwający kilka lat romans, Gilbert Bécaud, który zaczął śpiewać za jej namową w 1953 roku czy wreszcie Charles Aznavour). Sama Édith Piaf słynęła z niebywałej ekspresji i dramatyzmu w wykonywaniu piosenek, specjalnie dla niej pisanych a jej styl wykonawczy i samo podejście do sztuki interpretacyjnej zostało przejęte przez wymienionych młodszych kolegów, śpiewających autorów, do których dołączyli z czasem Georges Moustaki, Georges Brassens, Jacques Brel, Léo Ferré i wielu innych.

## Wybrani przedstawiciele gatunku
- na przełomie XIX i XX wieku: Aristide Bruant, Charles Cros, Gaston Couté, Pierre-Jean de Beranger, Vincent Scotto;
- w okresie przed i po II wojnie światowej: Maurice Chevalier, Charles Trenet, Edith Piaf, Yves Montand, Jean Sablon, Boris Vian;
- lata 50: Charles Aznavour, Barbara, Georges Brassens, Jacques Brel, Léo Ferré, Jean Ferrat, Serge Gainsbourg, Claude Nougarro, Anne Sylvestre, Pierre Perret;
- lata 60: Johnny Hallyday, Sylvie Vartan, Jacques Dutronc, Françoise Hardy, Jane Birkin, Mireille Mathieu, Michel Sardou, Salvatore Adamo, France Gall, Dalida, Michelle Torr, Claude François, Julien Clerc, Georges Moustaki;
- lata 70: Francis Cabrel, Alain Souchon, Renaud, Joe Dassin, Michel Polnareff, Laurent Voulzy, Daniel Balavoine, Nicoletta;
- lata 80: Jean-Jacques Goldman, Michel Berger, Téléphone, Indochine, Mylène Farmer, Patricia Kaas, Rita Mitsouko, Maurane, Vanessa Paradis, Céline Dion, Axelle Red, Mano Negra, Noir Désir, Mano Solo, Enzo Enzo;
- lata 90: Louise Attaque, Patrick Bruel, Paris Combo, Hélène Segara, Carla Bruni, Agnes Bihl, Thomas Fersen, Zazie, Veronique Pestel, Jean-Luis Murat, Mathieu Boogaerts.
- XXI wieku: Nolwenn Leroy, Zaz, Barbara Pravi